# Feldkapelle an der Straße nach Großkissendorf (Silheim)

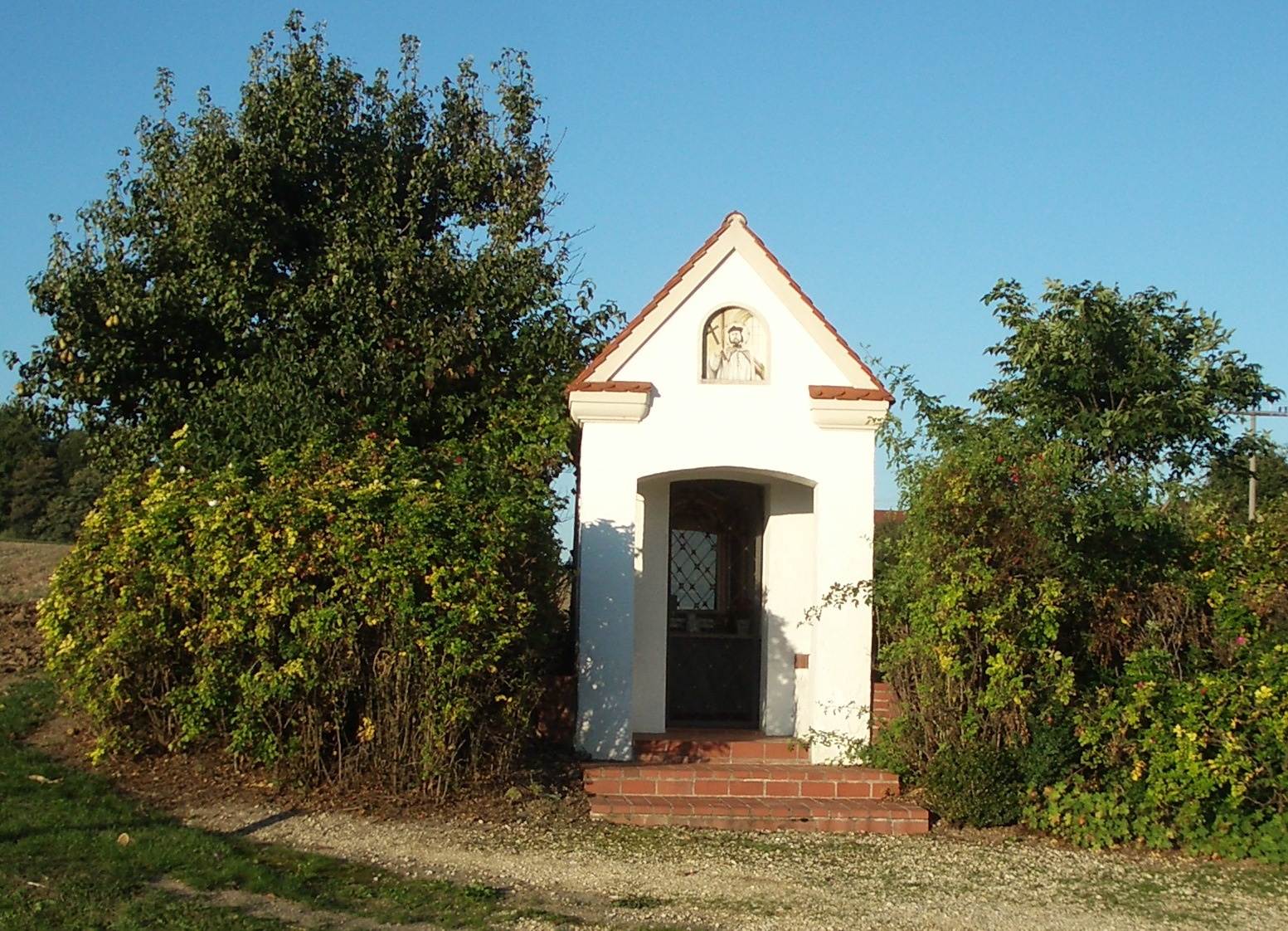
Feldkapelle in Silheim

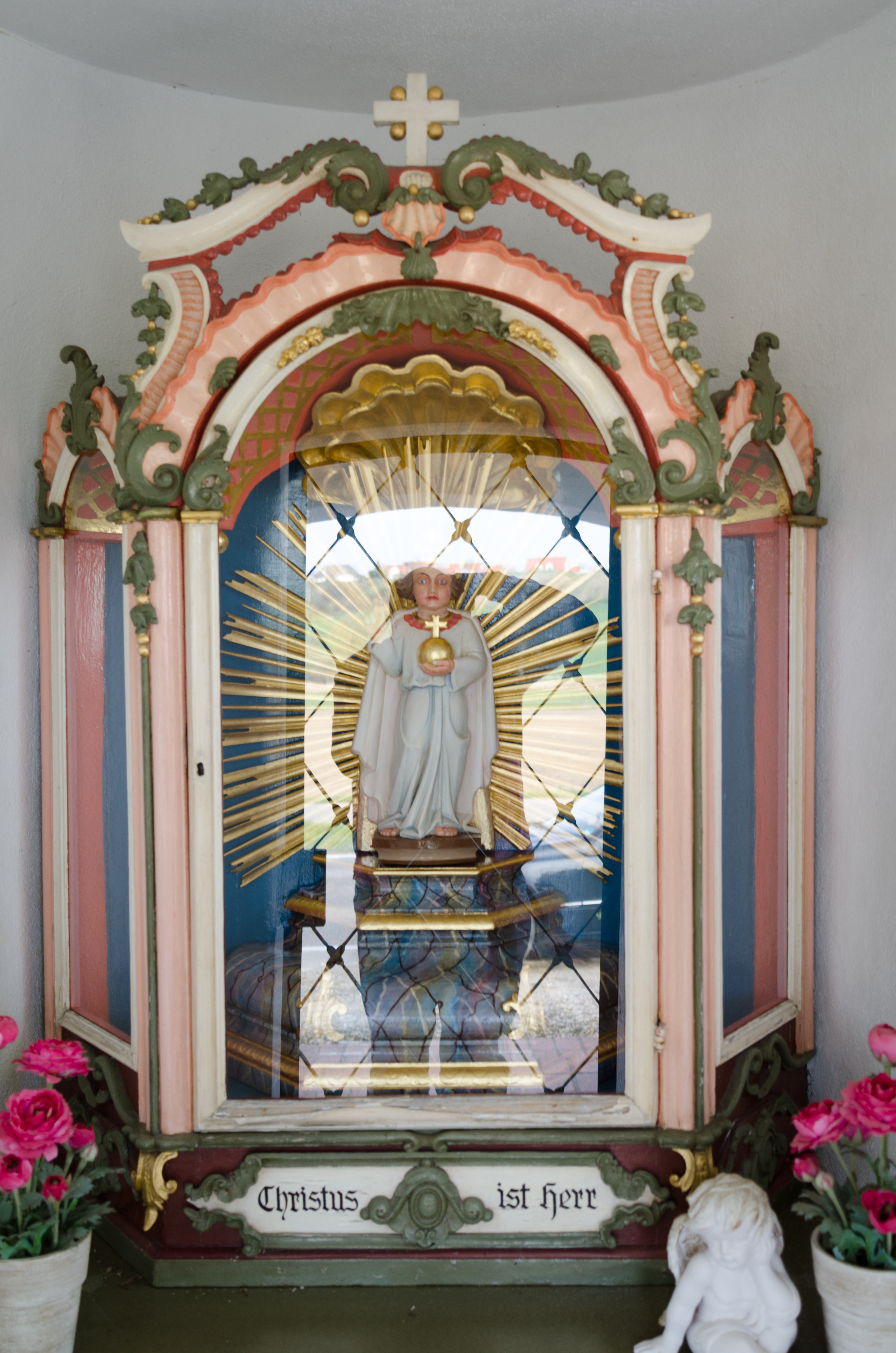
Altar

Die katholische Feldkapelle an der Straße nach Großkissendorf in Silheim, einem Gemeindeteil von Bibertal im schwäbischen Landkreis Günzburg in Bayern, wurde im 18. Jahrhundert errichtet. Die Kapelle an der Staatsstraße 2023 ist ein geschütztes Baudenkmal.
Der schlichte Massivbau mit Satteldach besitzt als einzige Ausstattung einen kleinen Altar aus der Erbauungszeit.